# Adam Brandejs
Adam Brandejs é um escultor e programador, sediado em Toronto, Canadá, recentemente graduado com o grau normal (BFA) na OCAD University em Ontário. Nasceu em 1982 em Ottawa, Canada.
Adam é um artista tradicional que faz uso de uma ampla variedade de ferramentas e meios de comunicação, imprimindo placas de circuito, microchips, utilizando metal, bronze, silício para moldes, argila, gesso, madeira, plástico, látex que complementando com sistemas compostos por partes mecânicas automáticas e controladas de robótica juntamente com animações 3D, video, holografia, design gráfico, serigrafia e manipulação de som desenvolve um complexo trabalho de escultura e robótica.
Adam Brandejs tem sido referenciado pelo desenvolvimento de um projeto de bioengenharia que combinou e modificou ADN já existente para criar os Genpets. Criaturas parcialmente orgânicas desenvolvidas com o propósito de servirem como que animais de estimação.